# Синдром Герстмана — Штраусслера — Шейнкера
Синдром Герстмана — Штраусслера — Шейнкера (Gerstmann-Sträussler-Scheinker syndrome) — очень редкое, обычно семейное, смертельное нейродегенеративное заболевание, поражающее пациентов в возрасте от 20 до 60 лет. Классифицируется как трансмиссивная спонгиоформная энцефалопатия, причиной заболевания является мутация гена прионового белка. Впервые было описано австрийскими неврологами Йозефом Герстманом (1887—1969), Эрнстом Штраусслером (1872—1959) и Ильёй Шейнкером (1902—1954) в 1936 году.

## Этиология и патогенез
Появление данного заболевания связано с мутациями в гене, кодирующем прионный белок. В основном, для генетических подтипов БГШШ характерна замена пролина на лейцин в кодоне 102 PRNP. В дальнейшем измененные молекулы PrPc поддаются спонтанной конверсии в PrPSc. Происходит его накопление в организме, приводящее к дегенерации ЦНС. 
В настоящее время характерен полиморфизм патоморфологических и клинических симптомов заболевания (например, при мутации в кодоне 198 чаще развивались деменция и паркинсонизм), который характеризуется дополнительными (не менее 6) точечными мутациями в гене.

## Симптомы
Синдром встречается у лиц в 40-50 лет и характеризуется, главным образом, мозжечковой атаксией, расстройствами глотания и фонации, прогрессирующей деменцией на протяжении от 6 до 10 лет (средняя продолжительность болезни составляет 59,5 месяцев), после чего наступает смерть. Инкубационный период длится от 5 до 30 лет.
Морфологические изменения при этом синдроме аналогичны обычным трансмиссивным подострым спонгиоформным энцефалопатиям. Отличительной его чертой является наличие большого количества концентрических амилоидных пластин, которые выявляются чаще в молекулярном слое коры мозжечка, но также их можно обнаружить и в коре мозга. Иммунопозитивные бляшки могут быть величиной от 150 до 500 микрон в диаметре. Они слабо PAS-положительны и редко показывают зелёное двойное лучепреломление при окрашивании конго красным. Сходство с болезнью Альцгеймера заключается в наличии нейрофибриллярных структур в цитоплазме нейронов. Отличительной чертой является то, что главный белковый компонент амилоидных ядер — это прионный белок PrP, а не AB-пептид.
В целях лабораторной диагностики применяется внутримозговое заражение мышей и хомяков, у которых развивается специфическая картина заболевания.